# Nikola (Fernsehserie)
Nikola ist eine deutsche Comedyserie, die von 1997 bis 2005 von der Sony Pictures Film- und Fernsehproduktion (SPFFP) (vormals Columbia TriStar FFP) für RTL produziert wurde. Die Hauptdarsteller sind Mariele Millowitsch und Walter Sittler.
Am 16. Dezember 2005 lief bei RTL die letzte Episode, die sehr gute Einschaltquoten erzielte. Das Ende, Teil 1 verfolgten 4,96 Millionen Zuschauer, Das Ende, Teil 2 6,00 Millionen Zuschauer.

## Handlung

### 1. Staffel
Nach der Scheidung von ihrem Mann zieht Nikola Vollendorf mit ihren Kindern, dem 15-jährigen Peter und der 10-jährigen Stephanie, von Wattenscheid in eine Wohnung in Köln. Gleichzeitig nimmt sie in der Rheintalklinik einen Job als Stationsschwester an. Gleich am ersten Tag bekommt sie sich mit ihrem neuen Chef, dem Orthopäden Dr. Robert Schmidt, in die Haare. Zu Hause lernt sie ihre beiden Nachbarn Tim den Verwaltungsangestellten und Elke die Krankengymnastin kennen, die ebenfalls im Krankenhaus arbeiten. Wenig später zieht auch Dr. Schmidt in das Haus ein, der, wie sich herausstellt, Eigentümer des Hauses ist.
Obwohl sich Nikola und Dr. Schmidt permanent streiten, knistert es spürbar zwischen den beiden und Schmidt startet einige Annäherungsversuche. Nikola fühlt sich zwar zu ihm hingezogen, traut ihm aber nicht. In der letzten Folge der ersten Staffel gibt Dr. Schmidt dem unbeholfenen Dr. Hauser Tipps, wie man bei Frauen landet, weiß jedoch nicht, dass sich Hauser um Nikola bemüht. Als Hauser Erfolg hat und in Begleitung von Nikola auf einem Ball erscheint, ist Schmidt rasend eifersüchtig. Um die beiden wieder auseinanderzubringen, stachelt er Hauser an, „voll ranzugehen“. Seine plumpe Annäherung wird Nikola zu viel, und sie beendet die Romanze. Tim, der das Gespräch zwischen Schmidt und Hauser belauscht hat, erzählt Nikola davon. Als Nikola Schmidt deswegen zur Rede stellt, eskaliert die Geschichte in einem heftigen Streit, der damit endet, dass sich die beiden küssen.

### 2. Staffel
Das Foto vom Kuss von Nikola und Schmidt kursiert im ganzen Krankenhaus und regt zu wilden Spekulationen an. Tim hat 200 Kopien angefertigt. Der neue Verwaltungsdirektor Wagner bekommt davon Wind und will Nikola auf eine andere Station versetzen. Dies kann Schmidt aber noch verhindern. Weil Nikolas Sohn Peter so schlecht in Biologie ist, muss sie zu einem Gespräch in die Schule und lernt seinen Biologielehrer Thomas Tewis, kennen. Die beiden kommen sich näher, was Schmidt gar nicht passt.
In der letzten Folge der Staffel bleibt der Aufzug in Schmidts Haus mit Nikola, Schmidt, seiner Begleitung und Tewis stecken. Tewis klettert durch die Dachluke und holt als erstes Schmidts Begleitung auf das Aufzugsdach. Dann sackt der Aufzug weiter ab und Nikola und Schmidt können nicht mehr durch die Luke befreit werden. Als die Aufzugseile zu reißen drohen, ist Schmidt kurz davor, Nikola eine Liebeserklärung zu machen. In dem Moment stürzt der Aufzug nach unten. Die beiden sind glücklicherweise unbeschadet. Mit sichtlichem Bedauern gehen Schmidt und Nikola in Begleitung ihrer Verabredungen auseinander.

### 3. Staffel
Nikola ist mit Tewis zusammen, verliebt und glücklich. Allerdings streitet sich Tewis ständig mit Schmidt und sagt Nikola, sie solle sich da heraushalten, was sie sauer macht. Als sich Schmidt und Tewis in ihrer Wohnung prügeln, trennt sie sich von Tewis.
Im Krankenhaus lernt Nikola einige Folgen später Hannes Bischof kennen. Sie ergreift die Initiative und fragt ihn, ob er Lust hat, mit ihr essen zu gehen. Nach einem netten Abend lädt Nikola Hannes noch auf einen Drink in ihre Wohnung ein. Hannes kommt auf einen Kaffee mit – was laut Tim der Geheimcode für „Ich will Sex“ ist. Als Nikola ihn zu küssen versucht, sträubt sich Hannes vehement und flüchtet schließlich. Tagsdrauf will er sich bei ihr entschuldigen, landet aber mit Tim in einem leeren Krankenzimmer. Als Nikola hereinkommt, umarmen sich die beiden gerade. Tim erklärt ihr, dass Hannes schwul ist. Nikola ist stocksauer. Schmidt, der das Gespräch der beiden mitbekommen hat, erzählt Nikola später, dass Hannes schon immer schwul war, aber zu feige, dazu zu stehen. Nikola verzeiht den beiden. Tim und Hannes werden ein Paar und Hannes zieht einige Folgen später zu Tim in die Wohnung.
Nachdem Tim frisch verliebt ist, braucht auch Nikola seiner Meinung nach dringend einen Mann, deshalb gibt er in ihrem Namen eine Kontaktanzeige in der Zeitung auf. Nikola ist sauer und will die vielen Zuschriften wegwerfen. Aber dann liest sie sie und entdeckt einen Brief, der ihr gefällt. Als zu der verabredeten Zeit Schmidt im Restaurant erscheint, glauben sie zunächst, sie hätten sich gegenseitig geantwortet, was sich jedoch als falsch herausstellt.
Am Ende der Staffel verkracht sich Schmidt mit dem Verwaltungschef Wagner. Als dieser sich entschuldigen will, beleidigt Schmidt ihn und kündigt dann. Zunächst sind sowohl Wagner als auch Nikola glücklich damit, doch nur wenig später bittet Wagner Nikola, noch einmal mit Schmidt zu reden. Nachdem Nikola und Schmidt sich in der Abstellkammer mal wieder heftig gestritten haben, ändert Dr. Schmidt plötzlich seine Absicht, das Krankenhaus zu verlassen.

### 4. Staffel
Im Krankenhaus wird der neue Verwaltungschef erwartet. Tim und Nikola sind schon schlechter Laune, als sie erfahren, dass der Neue ein alter Freund von Dr. Schmidt ist. Schmidt tut alles, um sich Erik Berg (Guntbert Warns) anzubiedern. Bei Eriks Einstandsfeier erwischt Schmidt ihn und Nikola beim Knutschen im Schwesternzimmer. Tim ist empört, was aus Nikola geworden ist. Jedoch entwickelt sich das Ganze zu einer ernsthaften Beziehung. Anfangs versucht Nikola Erik zu verheimlichen, dass Schmidt sie in den Wahnsinn treibt, da er ja Eriks bester Freund ist. Das klappt nur kurze Zeit, aber Erik hat Verständnis. Das Glück der beiden wird jedoch gestört, als Nikola herausfindet, dass Erik wegen steuerlicher Vorteile noch verheiratet ist. Erik kann dies aber wieder geraderücken. Er verspricht, sich endlich scheiden zu lassen und die beiden versöhnen sich.
Zwischenzeitlich hat Nikola Probleme mit ihrem Sohn Peter, der 18 geworden ist und nach einem Streit in die leere Wohnung auf Schmidts Etage zieht. Als Schmidt glaubt, dass Erik Nikola einen Heiratsantrag machen will, befiehlt er seiner Assistenzärztin Charlotte Borstel, ihn zu heiraten. Diese ist hin und weg, da sie schon lange in Schmidt verliebt ist. Kurz darauf steht sie mit einem Koffer vor der Tür und will bei ihm für ein paar Tage einziehen, damit sie sich vor der Hochzeit noch näher kennenlernen können. Schmidt erkennt, was für einen Mist er gemacht hat und holt Nikola und Erik in seine Wohnung, um nicht mit Charlotte alleine sein zu müssen. Als er eine Panikattacke bekommt und hyperventiliert, redet ihm Nikola ins Gewissen, dass er Borstel sagen muss, dass er sie nicht heiraten will. Nachdem sich Erik und Nikola verabschiedet haben, macht Erik Nikola einen Antrag vor Schmidts Tür. Schmidt ist sichtlich entsetzt, als sie nach kurzem Zögern zustimmt.

### 5. Staffel
Nikola und Erik planen ihre Hochzeit. Als Erik Schmidt zu seinem Trauzeugen macht, ist Nikola wenig begeistert und befürchtet ein Desaster. So kommt es auch. Auf dem Standesamt versucht Schmidt Erik ein letztes Mal davon zu überzeugen, nicht zu heiraten, und raucht mit ihm eine Zigarre. Erik verträgt diese aber nicht und wird ohnmächtig. Auf einmal fängt der Mülleimer an zu brennen, und als Tim das Feuer mit dem Wasser aus einer Vase löschen will, schüttet er es über Nikola. Der Bräutigam muss sich übergeben, die Braut klatschnass, die Hochzeit ist abgeblasen. Dank seiner guten Beziehungen kann Tim einen neuen Termin am nächsten Tag machen.
Am Abend kommt Schmidt zu Nikola und trinkt mit ihr ein Glas Wein. Nikola erzählt, dass sie mit Erik nach München ziehen wird, weil Erik dort einen neuen Job antreten will. Als Schmidt ihr sagt, sie würde einen Fehler machen, schmeißt sie ihn raus. Am nächsten Tag sind sie wieder auf dem Standesamt. Bei der Trauung wird Nikola aber schlagartig klar, dass sie Erik nicht heiraten kann, und verlässt ihn. Erik geht nach München. Später besteht der Verdacht, dass Nikola schwanger ist. Ein Test bestätigt dies. Nachdem sich Schmidt am Telefon verplappert, kommt Erik aus München zurück. Jedoch hat Nikola ihren Schwangerschaftstest mit dem von Schwester Kati verwechselt, was bedeutet, dass sie doch nicht schwanger ist.
Im Krankenhaus trifft die neue Verwaltungsdirektorin ein, die, wie Schmidt glaubt, seine Betten reduzieren will. Daraufhin schreibt er einen wütenden Beschwerdebrief und führt Nikola als Unterstützerin seiner Beschwerde an. Jedoch stellt sich heraus, dass Frau Springer die Bettenzahl erhöhen will. Nikola und Schmidt machen sich auf die Jagd nach dem Brief. Am Ende der Geschichte hält Frau Springer Schmidt für schwul.
Dadurch, dass Nikola so viele zusätzliche Aufgaben macht, kann sie an einer medizinischen Fortbildung teilnehmen. Anfangs versteht sie so gut wie nichts, schafft es aber mit der Hilfe von Dr. Schmidt, die Prüfung mit Bravour zu bestehen. Sie bekommt die Stelle der Pflegedienstleiterin angeboten, die sie erst ablehnen will. Als sich Nikola deswegen mit Schmidt verkracht, nimmt sie aus lauter Frust an. Nikola erkennt jedoch bald, dass sie lieber auf Station als in der Verwaltung arbeitet und kehrt zu Schmidts Erleichterung zurück in die Orthopädie. Die Staffel endet damit, dass Nikola und Schmidt aus Versehen von Peters Haschkeksen essen und sich total bekifft ihre Liebe gestehen.

### 6. Staffel
Nachdem sich Nikola und Dr. Schmidt im bekifften Zustand ihre Liebe gestanden haben, wissen sie jetzt nicht, wie sie damit umgehen sollen. Um herauszufinden ob es ernst ist, verabreden sie sich zum Essen. Die beiden landen in einem Diner und haben überraschenderweise einen schönen Abend. Sie beschließen eine weitere Verabredung, diesmal in einem richtigen Restaurant. Im Gespräch mit Tim wird Nikola jedoch klar, dass es Komplikationen gibt, wenn sich Beruf und Liebe vermischen. Deshalb geht sie nicht zu der Verabredung. Schmidt, der derweil im Restaurant auf sie wartet, bekommt vom Kellner reflektiert, dass er schon für unzählige Frauen auf die gleiche Art entflammt war. So kneift auch Schmidt und haut ab, bevor Nikola (nicht) auftaucht.
Am Tag darauf wollen sie sich beim anderen entschuldigen und entdecken, dass sie beide versetzt wurden. Darauf streiten sie, wer wen versetzt hat und sind sich einig, dass es nichts mit ihnen geworden wäre. Die Streitereien mit Schmidt gehen munter weiter und Nikola hält es nicht mehr aus, ihn den ganzen Tag um sich zu haben. Um eine räumliche Distanz zu schaffen, will sie ausziehen. Sie hat auch eine tolle neue Wohnung gefunden und bittet Schmidt, sie aus dem Mietvertrag zu entlassen. Er stimmt zu, setzt aber einen Kollegen auf die Wohnung an, der den Mietpreis immer weiter in die Höhe treibt, bis Nikola aufgibt und bleibt.
Im Krankenhaus macht die neue Anästhesistin den Schwestern und Ärzten das Leben schwer. Nikola und Schmidt können Olivia Steiner beide nicht ausstehen und verbünden sich zunächst gegen sie. Dann wickelt Olivia jedoch Schmidt um die Finger, die beiden beginnen eine Beziehung und Olivia zieht bei Schmidt ein.
Nikola hat ebenfalls eine neue Beziehung, mit Dr. Steiners Bruder Martin. In der letzten Folge der Staffel lädt Martin Nikola zu einem Essen mit seinen Eltern ein. Das Essen findet in Schmidts Wohnung statt. Olivia und auch Schmidt finden Nikolas Anwesenheit höchst unpassend, zumal Schmidt Olivia einen Heiratsantrag machen möchte. Den Verlobungsring hat er in ein Petit Four einbacken lassen, das unglücklicherweise von Nikolas Hund Oskar gefressen wird. Als sie den Ring endlich wieder haben und Nikola Schmidt vor seiner Türe alles Gute wünscht, umarmt sie ihn, was in einem innigen Kuss endet. Die Tür öffnet sich und Olivia, Martin und die Eltern sehen, wie sie sich küssen. Die Verlobung ist geplatzt.

### 7. Staffel
Schmidts Verlobung mit Dr. Steiner ist geplatzt und auch Nikola hat ihre Beziehung zu Martin beendet. Wegen ihrer anhaltenden beruflichen Diskrepanzen kündigt Nikola in der Rheintalklinik und tritt eine Stelle in der Uniklinik an. Schmidt ist sauer und will Nikola als Stationsschwester zurück. Er verbündet sich mit Tim, der Nikola ebenfalls unbedingt wiederhaben will. Jede neue Stationsschwester wird von Schmidt innerhalb kürzester Zeit vergrault.
Privat läuft es so gut zwischen Nikola und Schmidt, dass sie eine erste gemeinsame Nacht miteinander verbringen. Tim, der am Morgen danach bei Schmidt klingelt und mitkriegt, was passiert ist, ist entsetzt, dass Schmidt so weit geht und mit Nikola schläft, um sie auf seine Station zurückzuholen. Diesen Gedanken hatte Schmidt mitnichten gehabt, aber als er zu Nikola ins Bett zurückkehrt, macht er den Fehler und fragt, ob sie nicht zurückkommen kann, wo doch jetzt alles klar zwischen ihnen ist. Das endet im Streit, und Nikola erklärt ihre gemeinsame Nacht zu einem großen Fehler.
In der nächsten Folge besucht Schmidt Nikola in der Uniklinik, um zu verstehen, warum es ihr dort gefällt und sie nicht zurück will. Er lässt sich sogar den Magen spiegeln, weil er nicht gehen will. Halb narkotisiert murmelt er: „Nikola, warum stößt du mich immer zurück?“. Sie erklärt ihm später, dass er immer, wenn sie sich einen Schritt näher gekommen sind, die Brücken wieder abreißt. Leider ist das berufliche Glück von Nikola nur von kurzer Dauer. Aufgrund von Personalkürzungen wird sie nach vier Wochen entlassen und muss sich eine neue Stelle suchen.
Beim Arbeitsamt bekommt sie ihre alte Stelle vorgeschlagen, die sie jedoch ablehnt. Später wird auf der Gynäkologie die Stelle der Stationsschwester frei. Woran Tim nicht ganz unschuldig ist, er hat die frühere Schwester so lange gereizt, bis sie ihm ein Veilchen geschlagen hat und fristlos entlassen wurde. Nikola kehrt zurück in die Rheintalklinik. Als sich Nikola bei einem Sturz die Hand bricht und im Krankenhaus im Schlaf mehrfach Robert murmelt, hat sie Angst, dass sich das unter Narkose wiederholen könnte und will sich nicht von Schmidt, sondern von einem Kollegen operieren lassen. Schmidt ist daraufhin tief gekränkt, dass sie seine Hilfe ablehnt.
In der letzten Folge der Staffel kommt Schmidt aus Boston mit einem neuen Jobangebot zurück. Eigentlich will er gar nicht weg, aber als Nikola ihn provoziert, dass er sowieso nicht gehen wird, packt er seine Sachen. Auf der Abschiedsfeier wird Nikola klar, dass er wirklich geht und kann es nicht ertragen, mit Schmidt zu reden. So geht sie wieder. Schmidt, der schwer enttäuscht nach ihr Ausschau gehalten hatte, fährt zum Flughafen, ohne sich von ihr zu verabschieden. Als Nikola mitkriegt, dass er weg ist, rast sie im Taxi zum Flughafen und schafft es tatsächlich durch den Sicherheitscheck bis zum Flugsteig. Kurz vorm Ziel stürzt sie über eine Tasche und landet unglücklich auf dem Boden. Schmidt, der schon fast im Flugzeug war, versorgt sie. Als die Stewardess drängt, dass er einsteigen muss, beharrt er auf seinen Hippokratischen Eid und seine Pflicht, sich um Nikola zu kümmern. Als die Stewardess weiter drängt, storniert er seinen Flug und bleibt. Er nimmt Nikola hoch und trägt sie in seinen Armen davon. Anschließend sieht man Nikola auf Schmidts Schoß in einem Flughafenrollstuhl durch die Halle rollen und mit ihm streiten, in welche Richtung sie fahren müssen.

### 8. Staffel
Schmidt hat seine neue Stelle in Boston wegen Nikola gekündigt. Nun wissen die beiden nicht, wie sie zueinander stehen. Nachdem sie darauf keine klärende Antwort finden, wollen sie es erstmal als Freunde versuchen. Was mehr oder weniger gut klappt. In der Folge Der letzte Tango entdecken die beiden ihre gemeinsame Leidenschaft fürs Tanzen und trainieren mit großem Vergnügen für eine Tanzveranstaltung.
Die Staffel endet damit, dass Nikola und Schmidt nach einer durchzechten Nacht gemeinsam in Schmidts Bett aufwachen und sich nicht erinnern können, was passiert ist. Sie versuchen sich erst einzureden, dass gar nichts passiert ist, aber die Nacht war folgenreich: Nikola ist schwanger und wird im Alter von 42 Jahren noch mal Mutter. Sie ist hin- und hergerissen und will es Schmidt zunächst nicht sagen. Aber die Hormone drehen durch. Als sie wieder mal in der Abstellkammer streiten, bricht sie zum Erstaunen von Schmidt in Tränen aus und erzählt es ihm.

### 9. Staffel
Bei Nikolas erstem Besuch beim Frauenarzt taucht auch Schmidt auf. Die beiden streiten während der Untersuchung und kommen zu dem Ergebnis, dass es nichts gibt, das sie miteinander verbindet, bis sie den Herzschlag ihres Babys hören.
Im Krankenhaus spekulieren derweil alle darüber, wer der Vater von Nikolas Baby ist. Schmidt und Nikola wollen es aber verheimlichen. Als Schmidt mitbekommt, dass ihr Geheimnis aufzufliegen droht, erzählt er in einem fingierten Gespräch mit Frau Springer, dass der Putzmann Salvatore der Vater sei. Alle sind erstaunt; als es Nikola schließlich zu Ohren kommt, ist sie stocksauer. Ein lippenlesender Patient, der das Streitgespräch zwischen Nikola und Schmidt beobachtet, deckt das Geheimnis auf.
Tim macht Nikola einen Heiratsantrag und will dem Kind ein Vater sein. Auch Salvatore hatte diese Absicht kundgetan. Nikola lacht über Tims Antrag und lehnt ab. Schmidt erkennt indessen, dass sein Verhalten von den Kollegen missbilligt wird, und befürchtet seinen guten Ruf zu verlieren. So macht auch er Nikola einen Antrag, allerdings nur, weil er sowieso von ihrer Ablehnung ausgeht. Er inszeniert es so, dass sie wieder von dem Patienten beobachtet werden, damit dieser herumerzählt, dass Nikola abgelehnt hat.
Plötzlich wird ihm jedoch bewusst, dass es ihm ernst ist mit dem Antrag. Aber Nikola lehnt ab, auch wenn ihr klar ist, dass er den Antrag nicht wiederholen wird. Später äußert sie Tim gegenüber Zweifel, ob ihre Entscheidung richtig war, und gesteht, dass sie Schmidt wahrscheinlich schon immer geliebt hat. Als sie zwei Wochen vor dem Geburtstermin einen Schwächeanfall erleidet, betet Schmidt in der Krankenhauskapelle für sie. Tim, der eine Kerze für Nikola anzünden will, hört, wie Schmidt sagt, dass er ohne Nikola nicht leben kann.
Um die beiden endlich zusammenzubringen, bezahlt Tim eine Wahrsagerin, die ein Unglück bei der Geburt ankündigt, falls die beiden bis dahin nicht verheiratet sind. Schmidt und Nikola zweifeln erst an der Weissagung, entscheiden sich dann aber, doch zu heiraten. Als die Wehen vor dem Hochzeitstermin einsetzen, versucht Nikola die Geburt hinauszuzögern, bis Schmidt mit dem Krankenhauspfarrer da ist. Tim gesteht, dass er die Wahrsagerin bezahlt hat. Als Nikola ihn daraufhin aus dem Kreißsaal wirft, macht er Schmidt und Nikola deutlich, dass sie sich lieben und endlich Schluss mit dem Blödsinn machen sollen.
Während Nikola und Schmidt ihren gesunden Sohn glücklich ansehen, überlegen sie, dass sie jetzt ja nicht mehr heiraten müssen. Die Staffel endet in der Kirche, wo gleichzeitig die Hochzeit von Nikola und Dr. Schmidt und die Taufe von ihrem Sohn gefeiert wird. In der Abschlussszene sieht man eine Geburtsanzeige von Robert Nikolas Schmidt. Nikolas Hand streicht den Namen durch und schreibt von Hand Nikolas Robert Schmidt darunter.

## Besetzung

### Hauptbesetzung
| Rolle                 | Schauspieler         | Staffel | Bemerkungen                                                                      |
| --------------------- | -------------------- | ------- | -------------------------------------------------------------------------------- |
| Nikola Vollendorf     | Mariele Millowitsch  | 1–9     | Protagonistin, Krankenschwester in der Rheintalklinik                            |
| Dr. Robert Schmidt    | Walter Sittler       | 1–9     | Chefarzt an der Rheintalklinik, Vermieter und Nachbar von Nikola                 |
| Tim Schenk            | Oliver Reinhard      | 1–9     | Verwaltungsassistent in der Rheintalklinik, bester Freund und Nachbar von Nikola |
| Peter Vollendorf      | Eric Benz            | 1–9     | Sohn von Nikola                                                                  |
| Stephanie Vollendorf  | Friederike Grasshoff | 1–9     | Tochter von Nikola                                                               |
| Dr. Charlotte Borstel | Kerstin Thielemann   | 1–9     | Assistentin von Dr. Schmidt                                                      |
| Dr. Frank Brummel     | Roland Jankowsky     | 1–9     | Assistent von Dr. Schmidt                                                        |
| Dr. Thomas Pfund      | Alexander Schottky   | 1–9     | Assistent von Dr. Schmidt                                                        |
| Elke Pflüger          | Jenny Elvers         | 1–3     | Physiotherapeutin in der Rheintalklinik, beste Freundin von Nikola               |
| Frau Springer         | Petra Zieser         | 5–9     | Verwaltungsdirektorin                                                            |

## Stab

### Regie
- Ulli Baumann
- Christoph Schnee
- Richard Huber
- Michael Riebl
- Michael Faust

### Redaktion
- Gunther Burghagen

## Produktion

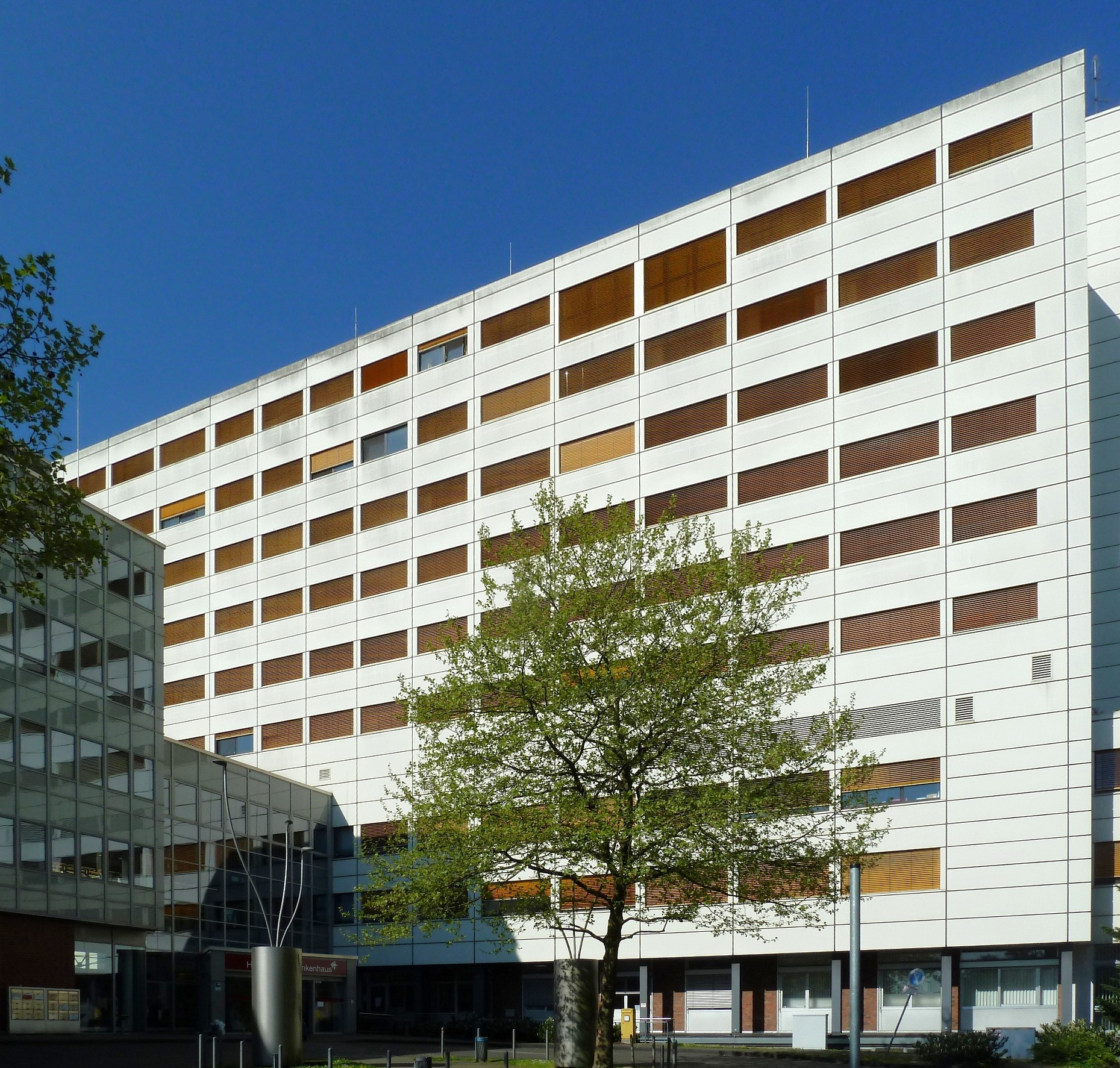
Das Heilig-Geist-Krankenhaus in Köln-Longerich diente für die Produktion als Drehort

Als Drehort für die Außenaufnahmen des Krankenhauses wurde das „Cellitinnen-Krankenhaus Heilig Geist“ in Köln-Longerich genutzt. Für die Außenaufnahmen von Nikolas Wohnhaus wurde vor der Petersbergstraße 21 in Köln-Klettenberg gedreht.

## Running Gags
- Immer wenn Nikola und Dr. Schmidt kurz davor sind, sich zu streiten, sagt einer von ihnen „Wir beide?“, der andere nickt, und sie gehen in den Lagerraum für Medikamente.
- Das Aufspringen seiner Assistenzärzte, sobald Dr. Schmidt erscheint.
- Nikolas und Dr. Schmidts Annäherungsversuche, bei denen sie immer wieder unterbrochen werden.
- Dr. Schmidts Eifersucht auf alle Männer, die Nikola zu nahe kommen.
- Dr. Schmidt isst in jeder Folge Bonbons und steckt das Bonbonpapier Nikola oder einer anderen Mitarbeiterin in die Kitteltasche.
- Tims Aufgeregtheit, wenn es irgendwelche Neuigkeiten gibt.
- Tims Eigenart, von sich in der weiblichen Form zu sprechen, oder etwas, was Nikola passiert ist, auf sich zu beziehen. (z. B.: Tim: „Wir sind schwanger!“, Nikola: „Nein, Tim, ich bin schwanger!“ oder Tim: „Ich wollte schon immer mal Mammi sein!“)

## Serienuniversum
Das Serienuniversum von Nikola überschneidet sich mit dem der Serien Und tschüss! und Das Amt. Zunächst waren die Figuren Ulla Herbst (Ulrike Bliefert) und Rüdiger Poppels (Thorsten Nindel) aus Das Amt in Und tschüss!: Ballermann olé zu sehen. Später traten Nikola Vollendorf (Mariele Millowitsch) und Dr. Robert Schmidt (Walter Sittler) aus Nikola in Das Amt auf (Folge Des Wahnsinns fette Beute). Und schließlich war Hagen Krause (Jochen Busse) aus Das Amt zu Gast in Nikola (Folge Is' was Doc?).

## Auszeichnungen
Die Serie Nikola:
- 1997: Rose von Montreux „Unda Spezial-Preis“
- 1998: Adolf-Grimme-Preis im Wettbewerb „Serie/Miniserie“
- 2003: Adolf-Grimme-Preis im Wettbewerb „Spezial“ an Christiane Ruff unter anderem für Nikola
- 2005: Deutscher Fernsehpreis „Beste Sitcom“

Mariele Millowitsch:
- 2000: Goldene Kamera als „Beste Fernsehschauspielerin“ für Nikola
- 2002: Bayerischer Fernsehpreis für Nikola
- 2003: Deutscher Fernsehpreis als „Beste Schauspielerin in einer Sitcom“ für Nikola

Walter Sittler:
- 2003: Deutscher Fernsehpreis als „Bester Schauspieler in einer Sitcom“ für Nikola

## DVDs
Die ersten Staffeln wurden am 26. September 2008 auf DVD veröffentlicht. Auf Grund von fehlenden Musikrechten wurde die Episode „Jugendsünden“ (3. Staffel) nicht berücksichtigt. Am 5. November 2010 kam die 9. und letzte Staffel auf DVD in den Handel. Aus unbekannten Gründen entspricht die Reihenfolge der Episoden hier nicht der eigentlichen Reihenfolge der Erstausstrahlung. Am 3. Dezember 2010 erschien schließlich eine Komplettbox mit dem Titel „Die komplette Kultserie als Notfallset“.

## Rezeption
Michael Reufsteck und Stefan Niggemeier lobten in ihrem Werk „Das Fernsehlexikon – Alles über 7000 Sendungen von Ally McBeal bis zur ZDF-Hitparade.“, die Qualität der produzierten Sendung:

„Eine der spritzigsten modernen deutschen Comedys, die von Wortwitz und den Charakteren lebte und dabei fast komplett auf Plattheiten und alte Klischees verzichtete und die Kriegen-sie-sich-oder-kriegen-sie-sich-nicht-Frage herrlich auf die Spitze trieb.“